# Губенко Кость Михайлович
Кость Михайлович Губенко (14 січня 1909, х. Чечва, Полтавська губернія — 29 червня 1982, Львів) — український актор, драматург. Брат Остапа Вишні, Василя Чечвянського.

## Життєпис
Кость Губенко народився 14 січня 1909 року на хуторі Чечва Зіньківського повіту Полтавської губернії (нині с. Грунь, Охтирський район, Сумська область).
У 1929—1982 роках працював в Українському драматичному театрі імені Марії Заньковецької. Був майстром епізодичних характерних ролей.
Написав п'єси для Львівського театру ляльок: «З щирим серцем та гірким перцем» (1947, сатирична комедія), «Київська соната» за Ю. Яновським (1948, героїчна казка), «Івасик-Телесик» (1961, співавтор).
Помер у Львові, похований на 25 полі Янівського цвинтаря.

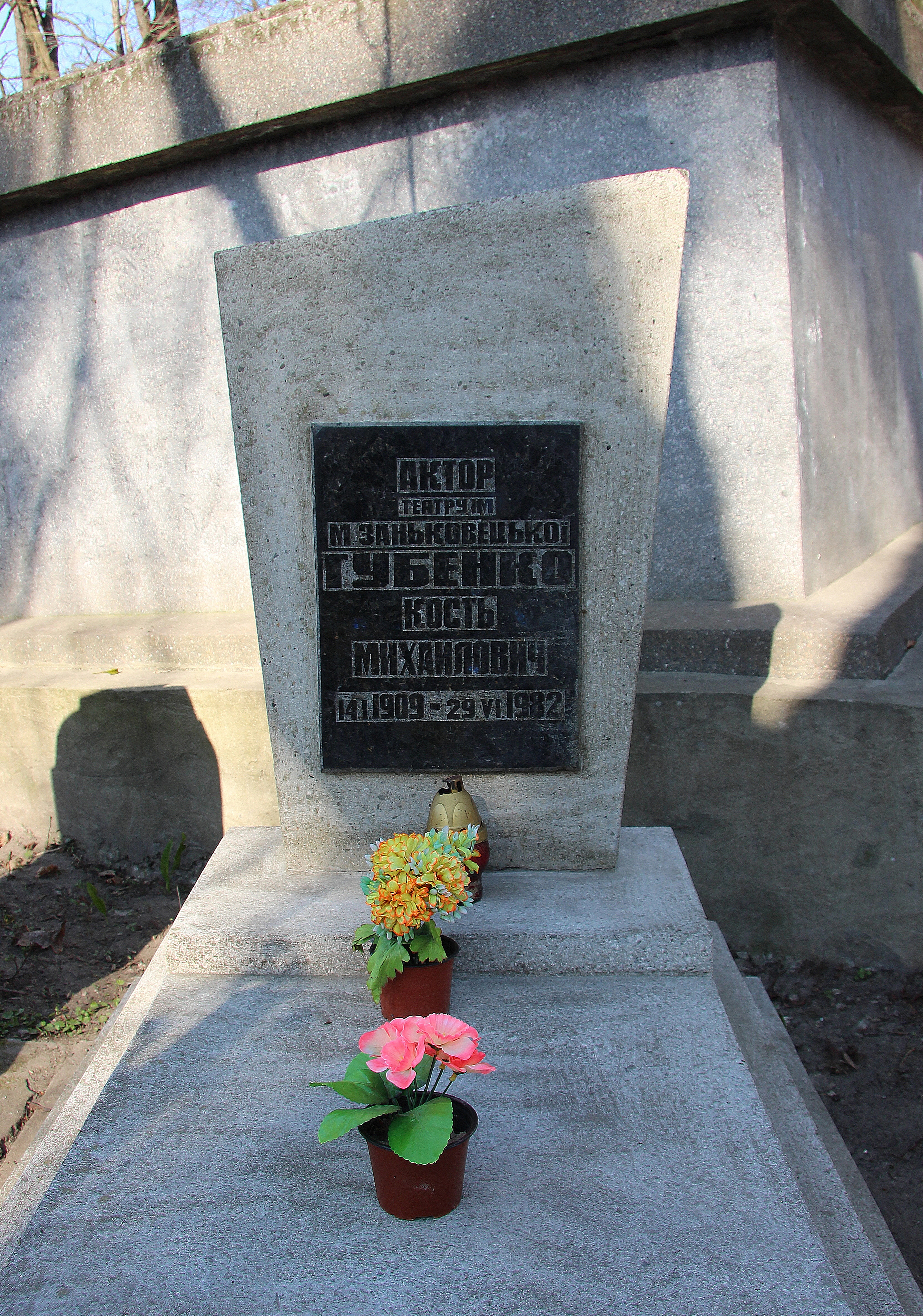
Могила Костя Губенка на Янівському цвинтарі

## Ролі

### Окремі ролі
- Шльома — «Украдене щастя» І. Франка,
- Лопуцьковський — «Шельменко-денщик» Г. Квітки-Основ'яненка,
- Словак — «Прапороносці» за О. Гончаром,
- Лірник — «Марія Заньковецька» І. Рябокляча.